# モコドームの襲撃
モコドームの襲撃（Attack at Mocodome）は、ル・ルートル神父戦争時の1753年2月21日に起こった襲撃で、2人のイギリス人と6人のミクマク族が犠牲となった。モコドームは現在のノバスコシア州カントリーハーバーで、スティーヴン・パターソンによれば、この襲撃はカントリーハーバーとトール湾の間で起こったとされており、ルース・ホワイトヘッドによれば、襲撃が起こったのは、トーベイの西にあるマーティンゴの小さな港、またはモコドーム港となっている。
ビーミッシュ・マードックは、モコドームは現在のカントリーハーバーであると定義している。この襲撃に関しては、英仏それぞれに証言が異なり、イギリス側は、この事件にかかわったイギリス人を非難しており、一方ミクマク族はイギリス人全般を非難している。にもかかわらずこの戦闘は、1752年の、イギリス人と族長のジャン＝バティスト・コープの署名による平和条約の存続の希望をも断ち切ってしまった。

## 歴史的背景

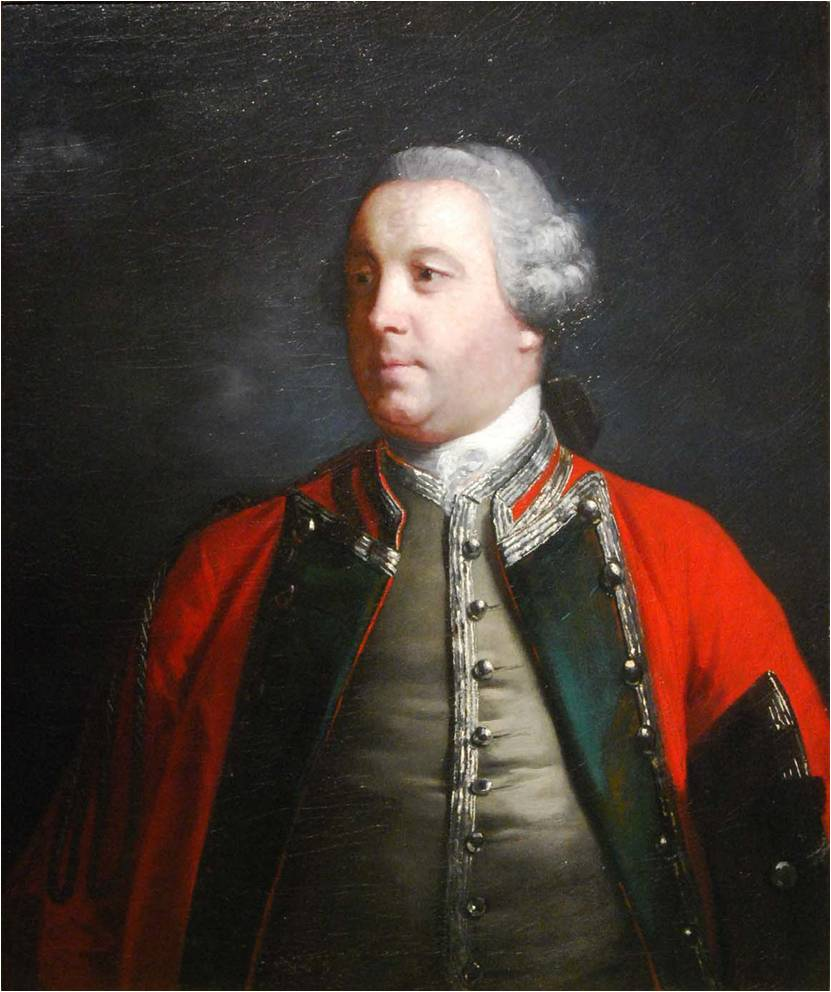
エドワード・コーンウォリス（1756年）

1710年のポートロワイヤルの戦いでイギリスが勝利したが、ノバスコシアを自国領としたものの、ノバスコシアの人口は、主にカトリック信者のアカディア人とミクマク族によって占められていた。1749年、エドワード・コーンウォリスがハリファクスに到着した時、アベナキ同盟（ミクマク族を含む）は、ニューイングランド、メインとアカディアの境界地帯にすむイギリス人入植者を殺害することで、長きにわたりこの地を守って来ていた。
アベナキ族によるイギリス人との確執は、主に下記のとおりである。
- 北アメリカ北東岸の襲撃 (1688年)
- 北アメリカ北東岸の襲撃 (1703年)
- 北アメリカ北東岸の襲撃 (1723年)
- ラル神父戦争
- 北アメリカ北東岸の襲撃 (1745年)

ノバスコシアにプロテスタントの入植地が建設されるのを妨げるため、ミクマク族は1715年、現在のシェルボーン、1720年にカンゾ、それぞれのイギリス人入植地に襲撃を掛けた。時代が下って、1749年6月21日、エドワード・コーンウォリスがハリファクスに13隻の輸送船を率いて到着したのがきっかけで、ル・ルートル神父戦争が始まった。ハリファックスの建設に当たって、イギリス側は、ラル神父戦争後の1726年に、ミクマク族とかわした条約を一方的に破棄した。イギリスは他の入植地の建設をも急ぎ、これらプロテスタントの新しい入植地をミクマク族、アカディア人、フランス人から守るために、1749年にハリファクスに砦が作られ、同じ年にベドフォードとサックヴィル、1750年にはダートマス、1753年にルーネンバーグ、そして1754年にはローレンスタウンにも砦が作られた。しかし、ミクマク族とアカディア人は、たとえば、1749年のダートマスの襲撃、そして1751年の再奇襲のように、これらの入植地に襲撃を加え続けた。
決め手に欠けた1749年のダートマス奇襲への対応策として、総督のエドワード・コーンウォリスはすべてのミクマク族の頭皮に賞金を懸けた。フランス軍も、イギリス兵の頭皮に対しミクマク族に報酬を払ったが、イギリス軍は、フランスがミクマク族に払うのと同じ金額をアメリカンレンジャーズに支払った。英仏両軍は、レンジャーズやミクマク族のようには辺境地帯の戦いに慣れておらず、コーンウォリスをはじめイギリス人士官のジョン・ウィンスロウ、そしてジェフリー・アマーストは、この両者の戦術にかなりの畏怖の念を感じていた。
ダートマス奇襲）から1年半後、ミクマク族とイギリス人入植地の両者に、安定しない戦況と、計画の練り直しとがのしかかってきた。1751年の夏までに、コーンウォリスはアベナキ同盟に、今までよりも懐柔的な政策に乗り出し、1752年2月16日、和平条約への土台作りを見込んで、1749年の、アベナキ同盟の頭皮への報酬を無効にした。1年以上もの間、コーンウォリスは和平交渉を望むミクマク族の指導者を探したが、結局あきらめ、総督を辞して、ノバスコシアを去った。なお、総督辞職の原因は、アカディア人撃退のための経費がかさんだためと言われている。

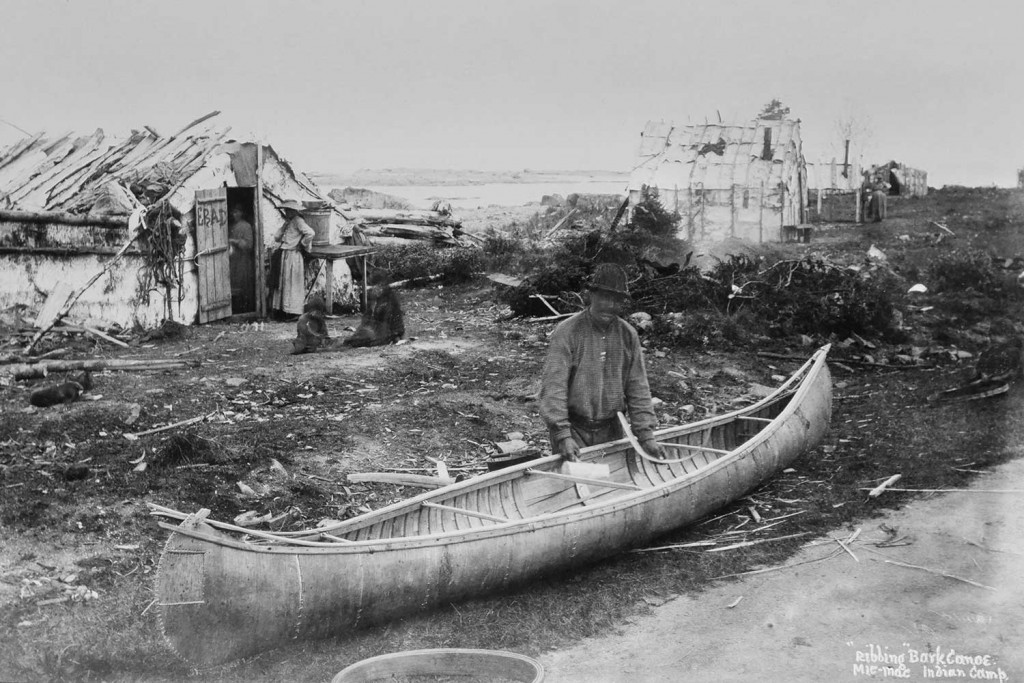
ミクマク族のカヌー

新総督ペレグリン・トーマス・ホプソンが就任して、ミクマク族の族長ジャン＝バティスト・コープは初めて意欲的に交渉に乗り出した。ホプソンはインディアンやアカディア人と話し合いの場を持ち、またドイツ系住民のために入植地ルーネンバーグを作った。1752年11月22日、コープはシュベナカディでミクマク族の和平の交渉を終結した。もっとも歴史家のウィリアム・ウィッケンによれば、この説には異議がある。コープがミクマク族すべての代表として条約を作ったという主張がある一方で、この協定を裏付ける書類が残っていないのである。この条約の土台となったのは、ラル神父戦争後に署名された条約だった。コープは、ノバスコシアの他のミクマク族の族長にこの条約を承認させようとしたが、失敗に終わった。ホプソンは、コープが本当にミクマク族での主導権を持っているのかどうか、疑問視するようになって行った 。

## 襲撃
襲撃に巻き込まれた2人のイギリス人、コナーとグレースによれば、1753年2月21日に、9人のミクマク族が現在のアンティゴニッシュ（ナルティグネシュ）をカヌーで発って、カンゾを出発したイギリス軍のスクーナー、ダンクを攻撃した。ダンクは現在のカントリーハーバーで、コナーとグレースを含む4人の乗組員を乗せていた。ミクマク族はダンクに火を放ってから岸へとやった。他のミクマク族がこれに加わり、ダンクに乗り込んで、入り江に向かうように強いた。コナーとグレースは、ミクマク族が2人の乗組員の頭皮を剥いで殺すのを目撃した。またミクマク族は、他の2人を7週間にわたり捕囚した。この7週間が終わった4月8日に、コナーとグレースはミクマク族の女と子供を1人ずつ、そして男を4人殺して、その後何とか逃げ出した 。
ミクマク側の証言によれば、イギリスのスクーナーは最初ジェドアに行って、ミクマク族の物資40樽を盗んだ。そこでミクマク族は4人のイギリス人を捕えたが、今度は彼らが、頭皮の報酬欲しさにミクマク族を殺した。イギリスのスクーナーが偶然難破しており、乗組員がおぼれていた。2人が病死し、コナーとグレースは、ミクマク族が世話をしたにもかかわらず、6人のミクマク族を頭皮の報酬欲しさで殺したとなっている。これへの対抗策として、ミクマク族はハリファックスへ向かい、漁業の時期に安全に物資を貯蔵するためにどうすべきか、苦情を述べたと伝えられている 。

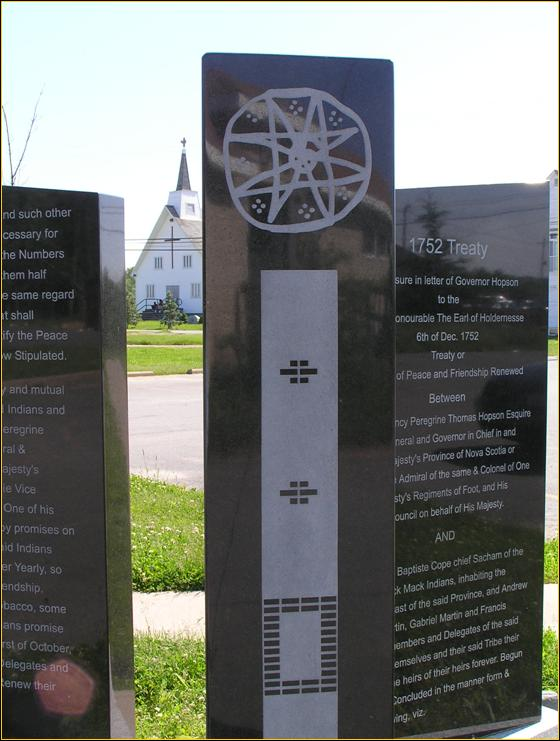
コープの和平条約の記念碑

しかしルイブールのフランス人士官は、このミクマク族の証言を信用しなかった。もし仮にコナーとグレースが頭皮欲しさにミクマク族を殺したとしても、コーンウォリスが頭皮への報酬を無効にしているため、誰が2人に頭皮の代償を払うのかはっきりしなかったからである。

## ジェドアの襲撃
このイギリス人の、ミクマク族殺害への報復として、1753年4月21日の夜、コープとミクマク族とはジェドアへ向かい、イギリスのスクーナーを襲った。船には9人のイギリス人と通訳のアカディア人が1人乗っており、ミクマク族はイギリス人を殺して、アンソニー・カスティールというそのアカディア人をポール・トゥールーズで下ろし、略奪の後そこに船を沈めた。コープの和平条約は最終的に多くのミクマク族の指導者から拒絶された、署名から半年の後、コープはその条約書類を燃やした。東海岸の平和が崩壊して条約の必要性が失われたにもかかわらず、イギリスがこの条約を正式に破棄したのは1756年だった。